# Пауль Крутцен
Пауль Йозеф Крутцен (нід. Paul Jozef Crutzen; 3 грудня 1933, Амстердам, Нідерланди — 28 січня 2021) — голландський хімік, фахівець в хімії атмосфери, лауреат Нобелівської премії з хімії за дослідження озонових дір в атмосфері.

## Наукові напрями
Основний напрямок його досліджень — це хімія стратосфери і тропосфери та її роль в біогеохімічних циклах і формуванні клімату. В наш час[коли?] працює у відділі хімії атмосфери в Інституті Макса Планка з хімії (Майнц, Німеччина).
Крутцен став одним з найвідоміших вчених, які вивчають глобальне потепління і залучили світ до цього явища. Він також є автором теорії ядерної зими, ймовірного стану клімату Землі в разі глобальної ядерної війни. Крутцен є активним прихильником геоінженерії — концепції активного втручання в природу з метою зміни властивостей клімату, які уповільнюють або запобігають згубним його змінам. Зокрема, підтримує ідею масованого викиду різних аерозольних частинок (насамперед двоокису сірки) в земну стратосферу для відбивання сонячного випромінювання.
У 2000 році Крутцен разом з Штормером запропонували термін «антропоцен» для опису сучасної геологічної епохи.